# Municipi de Baldone
El municipi de Baldone (en letó: Baldones novads ) és un dels 110 municipis de la República de Letònia, que es troba localitzat al centre del país bàltic, i que té com a capital la localitat de Baldone. El municipi va ser creat l'any 2009 després de la reorganització territorial.

## Ciutats i zones rurals
- Baldone (ciutat amb zona rural)

## Població i territori
La seva població està composta per un total de 5502 persones (2009). La superfície del municipi té uns 179,1 kilòmetres quadrats, i la densitat poblacional és de 30,72 habitants per kilòmetre quadrat.